# Enkhriilen Lkhagvatogoo
Enkhriilen Lkhagvatogoo (28 dicembre 1998) è una judoka mongola.

## Palmarès
- Campionati asiatico-pacifici

Fujairah 2019: argento nei 57 kg.
- Campionati mondiali juniores

Zagabria 2013: argento nei 57 kg.
- Campionati asiatici cadetti

Hainan 2013: argento nei 48 kg.

### Vittorie nel circuito IJF
| Data          | Località   | Paese    | Categoria |
| ------------- | ---------- | -------- | --------- |
| 1 luglio 2016 | Ulan Bator | Mongolia | Gran Prix |